# زايرا وسيم
زايرا وسيم (بالإنجليزية: Zaira Wasim) (مواليد 23 أكتوبر 2000) هي ممثلة هندية سابقة عملت في الأفلام الهندية. حصلت وسيم على العديد من الجوائز، بما في ذلك جائزة فيلم فير وجائزة الفيلم الوطني، وتم تكريمها بجائزة الطفل الوطنية للإنجاز الاستثنائي مِن قِبل رئيس الهند رام نات كوفيند، في حفل أقيم في نيودلهي في عام 2017.
ظهرت وسيم لأول مرة في فيلمها في دور المصارعة غيتا فوغات في فيلم السيرة الذاتية الرياضي دانجال (2016)، والذي أصبح أعلى فيلم هندي ربحًا بالتاريخ، حيث حقق أكثر من 2000 كرور روبية (300 مليون دولار) في جميع أنحاء العالم. ثم لعبت دور البطولة كمغنية طموحة في الدراما الموسيقية نجمة سرية (2017)، والتي أصبح الفيلم الهندي الأعلى ربحًا من بطولة ممثلة أنثى. كلا الفيلم تم إنتاجهم بواسطة شركة عامر خان للإنتاج، وحصلت على العديد من الأوسمة بما في ذلك جائزة الفيلم الوطني لأفضل ممثلة مساعدة لدورها في دانجال وجائزة فيلم فير لأفضل ممثلة حسب اختيار النقاد لدورها في نجمة سرية. كان آخر ظهور لها في فيلم السماء وردية (2019)، والذي حصلت عليه ترشيح لجائزة فيلم فير لأفضل ممثلة مساعدة على الرغم من فشل الفيلم التجاري.

## الحياة الشخصية
ولدت زايرا وسيم لعائلة مسلمة في وسط مدينة سريناغار لوالديها زاهد وزرقاء وسيم. يعمل والدها كمدير تنفيذي في بنك J&K في سريناغار ووالدتها تعمل كمعلمة. أكملت زايرا الصف العاشر من أكاديمية سانت بول الدولية في سونوار، سريناغار.

## المهنة
في يونيو 2015، وقعت وسيم مِن قِبل المخرج نيتش تيواري لتقديم أول فيلم لها مع فيلم السيرة الذاتية الرياضي دانجال (2016). بدأ التصوير الرئيسي للفيلم في سبتمبر 2015 وانتهت من دورها في ديسمبر من نفس العام. الفيلم روى قصة مصارع الهواة البهلواني مهافير سينغ فوغات (عامر خان) الذي يدرب ابنتيه غيتا (وسيم) وبابيتا (سوهاني بهاتناغار) ليصبحا أول مصارعين من الطراز العالمي في الهندي، تلقى الفيلم اراء إيجابية من النقاد واصبح الفيلم الهندي الأعلى ربحًا على الإطلاق، حيث حقق أكثر من 20 مليار ريال (300 مليون دولار) في جميع أنحاء العالم. عن أدائها، تلقت وسيم اراء إيجابية بالإضافة إلى العديد من الجوائز، بما في ذلك جائزة الفيلم الوطني لأفضل ممثلة مساعدة وترشحت لجائزة فيلم فير لأفضل ظهور لأول مرة.
في العام التالي، وقعت وسيم على دورها المتميز في فيلم من إخراج أدفيت تشاندان نجمة سرية (2017)، وهو فيلم دراما موسيقية حول قصة إنسيا مالك (وسيم)، وهي مراهقة تبلغ من العمر 15 عامًا لديها طموح عالية أن تصبح مغنية. شارك في بطولة الفيلم ايضًا عامر خان، ميهير فيج، وراج أرجون، نالت وسيم اشادة عالية من النقاد لأدائها واصبح الفيلم ثاني فيلم لها على التوالي يحصل على أكثر من 9 مليارات دولار (130 مليون دولار) في جميع أنحاء العالم، ليصبح ثالث أعلى فيلم هندي ربحًا (بعد فيلم دانجال وفيلم باجرانغي بهايجان لعام 2015) والفيلم الهندي الأكثر ربحًا من بطولة ممثلة أثنى. بالإضافة إلى العديد من الجوائز الأخرى التي فازة بها لدورها في الفيلم، فازت وسيم بجائزة فيلم فير لأفضل ممثلة حسب اختيار النقاد، وحصلت على أول ترشيح لها لجائزة فيلم فير لأفضل ممثلة. في نوفمبر 2017، كرمها السياسي ورئيس الهند رام نات كوفيند بجائزة الطفل الوطنية للإنجاز الاستثنائي، لأدائها في كل من فيلم دانجال و نجمة سرية.
اعتبارًا من مارس 2019، أكملت وسيم تصوير فيلمها التالي السماء وردية ، وهو فيلم سيرة الذاتية للمتحدثة التحفيزية عائشة تشودري، وهي فتاة تبلغ من العمر 19 عامًا توفيت بسبب التليف الرئوي. شاركت في البطولة بجانب بريانكا تشوبرا وفرحان أختر، صدر الفيلم في الهند في 11 أكتوبر 2019.
في 30 يونيو 2019، أعلنت وسيم أنها ستعتزل التمثيل لأنه يتعارض مع معتقداتها الدينية.

## جدل
في عام 2016، ظهرت صور لازيرا وسيم تظهرها بشعر محلوق لدورها في فيلم دانجال. أدى ذلك إلى تعرضها للسخرية عبر الإنترنت لكونها «غير إسلامية» لتمثيلها في فيلم، في يناير / كانون الثاني 2017، نشرت منظمة إخبارية محلية أخبار وصور لقاءها مع رئيسة الوزراء محبوبة مفتي. أدى ذلك إلى تعرضها للمزيد من الانتقادات وتلقت وسيم تهديدات بالقتل لأن محبوبة مفني وصفة وسيم بأنه «قدوة كشميرية». ردا على ذلك، نشرت وسيم اعتذارًا على حسابها على فيسبوك وإنستغرام والذي حذفته بعد فترة وجيزة. ولكن ليس قبل أن يتم التقاط رسالة الإعتذار ونشرها من قبل وسائل الإعلام، مما زاد لها الكثير من الجدل والإنتقادات. بعد ذلك، أعرب العديد من المشاهير الهنود عن دعمهم لوسيم ضد المنتقدين.
في يناير / كانون الثاني 2017، غرد وزير الرياضة الهندي فيجاي غويل رسالة يقول فيها «بناتنا يخرجن من أقفاصهن ويتقدمن للأمام»، مصحوب بصورة له يقف أمام لوحة تضم امرأتين - إحداهما ترتدي الحجاب والأخرى ترتعد عارية في قفص. ردت زايرا على غويل وطلبت منه عدم ربطها بـ «مثل هذا التصرف السيئ» وأن النساء المحجبات «جميلات وحرات». رد غويل قائلاً إنها أساءت تفسير تغريدته، وأعرب عن تقديره لعمل وسيم وكان يهدف إلى تثبيط «المفاهيم الشريرة والأبوية».
في ديسمبر 2017، زعمت وسيم أنها تعرضت للمضايقة في الجو على متن رحلة تابعة لشركة Air Vistara UK981 بين دلهي ومومباي. نشرت سلسلة من الرسائل على حسابها الشخصي على إنستغرام تزعم أن رجلاً كان يجلس خلفها على متن الطائرة قد داعب رقبتها برجله أثناء نومها على متن الطائرة. وكتبت أيضًا أنها حاولت تسجيل ما كان يفعله الرجل، لكنها فشلت بسبب الأضواء الخافتة. وأصدرت شركة الطيران اعتذارًا عن القضية وأصدرت بيانًا قالت فيه إنه سيتم إجراء تحقيق مفصل. المتهم، فيكاس ساشديفا، تم القبض عليه لاحقًا واتهم بموجب قانون حماية الأطفال من الجرائم الجنسية (POCSO)، نظرًا لأن وسيم كانت قاصرة قانونيًا، وزعمت زوجة المتهم أن زوجها كان يرتاح عندما لامست ساقه بالخطأ وسيم وأنه اعتذر منها لاحقًا قبل نزوله من الطائرة في مطار مومباي، وهو ما اعترفت به الممثلة انه بالفعل فعلها المتهم. تم وضع المشتبه به في الحجز القضائي بانتظار جلسة المحكمة. رغم ذلك، كان هناك دعم كبير للمتهم في شكل حملة توقيع من جيرانه وصفحات على مواقع التواصل الإجتماعي تدعم المتهم مثل صفحات "Justice for Vikas Sachdeva" (العدالة للإيكاس ساشديفا)، تعرضت وسيم بعد ذلك للتنمر على الإنترنت، وهاذا التصرف انتقدته شرطة مومباي، حيث قالو في تغريدة: «إنه حق دستوري لكل ضحية للإبلاغ عن الاعتداء الجنسي، ومن واجبنا أن نحيط علمًا، والتحقيق، وتسهيل العدالة. يرجى الامتناع عن إصدار الأحكام واحترام حق ضحية الاعتداء الجنسي». وفي بيان مُرفق بالتغريدة، قالت شرطة مومباي أيضًا: «إن إجراءنا ضد المتهم مدعوم بأدلة كافية ضده وكان قيد التدقيق من قبل محكمة القانون». في يناير 2020، المتهم أدين بالتحرش بـ وسيم وحكم عليه بالسجن ثلاث سنوات. عند الاستئناف من قبل المتهم في محكمة بومباي العليا، تم تعليق الحكم حتى يتم الاستماع إلى استئنافه والقرار فيه بشكل كامل.

## أفلام
| السنة | العمل        | الدور        | الإخراج        | ملاحظة |
| ----- | ------------ | ------------ | -------------- | --- |
| 2016  | دانجال       | غيتا فوغات   | نيتش تيواري    | جائزة الفيلم الوطني لأفضل ممثلة مساعدة جائزة الطفل الوطنية للإنجاز الاستثنائي ترشيح - جائزة فيلم فير لأفضل أول ظهور لممثلة |
| 2017  | نجمة سرية    | إنسيا مالك   | ادفايت تشاندان | جائزة فيلم فير لأفضل ممثلة حسب اختيار النقاد ترشيح - جائزة فيلم فير لأفضل ممثلة                                            |
| 2019  | السماء وردية | عائشة تشودري | سونالي بوز     | ترشيح - جائزة فيلم فير لأفضل ممثلة في دور مساعد                                                                            |